# Рожновская сельская община
Рожновская сельская общи́на (укр. Рожнівська сільська громада) — территориальная община в Косовском районе Ивано-Франковской области Украины.
Административный центр — село Рожнов.
Население составляет 12098 человек. Площадь — 99,5 км².

## Населённые пункты
В состав общины входят 4 села: Кобаки, Рожнов, Рыбное и Химчин.